# 李家沟遗址
李家沟遗址发现于河南省新密市岳村镇李家沟村以西，该遗址是一处旧石器时代和新石器时代过渡阶段的遗址。通过发掘发现了距今10500年－8600年左右不间断的史前文化堆积。被列入了2009年度全国十大考古新发现。